# Гайнроде
Гайнроде (нім. Haynrode) — громада в Німеччині, розташована в землі Тюрингія. Входить до складу району Айхсфельд. Складова частина об'єднання громад Айхсфельд-Віпперауе.
Площа — 15,03 км2. Населення становить 697 ос. (станом на 31 грудня 2021).